# Jan Tacina
Jan Tacina (ur. 25 października 1909 w Oldrzychowicach, zm. 16 grudnia 1990 w Katowicach) – polski muzykolog, etnograf i pedagog.

## Życiorys
Naukę rozpoczął w polskim gimnazjum w Cieszynie, kontynuował w seminarium nauczycielskim w Bobrku. Początkowo pracował jako nauczyciel w Ustroniu, potem w Hołdunowie pod Lędzinami, jednocześnie rozpoczął studia w Konserwatorium w Katowicach, które ukończył w roku 1938. W okresie II Rzeczypospolitej zebrał i przekazał Polskiej Akademii Umiejętności kolekcję cieszyńskich pieśni ludowych. Zebrał też ponad 600 pieśni i tańców śląskich oraz 50 zapisów fonograficznych, przekazanych do archiwum fonograficznego w Poznaniu. Wiosną 1940 został aresztowany przez Gestapo i uwięziony w obozach koncentracyjnych w Dachau i Gusen do końca 1941, a następnie pracował w hucie w Linzu. W okresie wojny zebrał wspólnie z Aleksandrem Kulisiewiczem 550 pieśni i wierszy obozowych.
Po II wojnie światowej zamieszkał w Bielsku-Białej i podjął pracę w szkolnictwie. W latach 1950–1961 był pracownikiem Instytutu Sztuki PAN, gdzie gromadził pieśni i tańce ludowe z terenu Śląska Cieszyńskiego, Górnego i Opolskiego. W roku 1956 ukończył Konserwatorium w Katowicach i zajął się stworzeniem nowej metody wychowania muzycznego w szkole podstawowej. W roku 1967 rozpoczął pracę w dziale etnografii Muzeum Okręgowego w Bielsku-Białej. Opublikował wiele artykułów na temat folkloru śląskiego w periodykach śląskich. W roku 1976 przeszedł na emeryturę. Zajął się opracowaniem chorałów dla parafii polskiego Kościoła Ewangelicko-Augsburskiego.
W 1982 roku uhonorowany Śląską Nagrodą im. Juliusza Ligonia. W roku 1983 otrzymał Nagrodę im. Karola Miarki. W 1977 roku został laureatem	Nagrody im. Oskara Kolberga.
Był członkiem Polskiego Towarzystwa Ludoznawczego. Zmarł w 1990. Spoczywa na Nowym Cmentarzu Ewangelickim w Bielsku-Białej.